# Chirita dielsii
Chirita dielsii är en tvåhjärtbladig växtart som först beskrevs av Alexandru Borza, och fick sitt nu gällande namn av Brian Laurence Burtt. Chirita dielsii ingår i släktet Chirita och familjen Gesneriaceae. Inga underarter finns listade i Catalogue of Life.